# Аргаза
Аргаза— деревня  в Партизанском районе Красноярского края в составе   Вершино-Рыбинского сельсовета.

## География
Находится  примерно в  26 километрах по прямой на юг-юго-запад от районного центра села Партизанское.

## Климат
Климат умеренно холодный, континентальный. Вегетационный период продолжается, в среднем, 135 дней–148 дней, а безморозный в среднем 96 дней, с колебаниями в отдельные годы от 105 до 79 дней. Устойчивый снежный покров лежит более пяти месяцев (в среднем с первой декады ноября до конца апреля). Средняя высота снежного покрова под пологом составляет 56 см, на открытых участках – 19 см. Среднегодовое количество осадков 375 мм. Средняя температура воздуха за год -0,9°С.  

## Население
Постоянное население составляло 61 человек в 2002 году (88% русские),  41 в 2010.

## Достопримечательности
Манский туннель на железнодорожной трассе Абакан-Тайшет.  Строительство велось в 1960-е года тоннельным отрядом № 2 и специализированной колонной № 98. Этими организациями в деревне было построено несколько магазинов, быстровозводимых сборно-щитовых домов и клуб.

## Инфраструктура
Остановка поезда 733 км.